# Джордж Ейстон

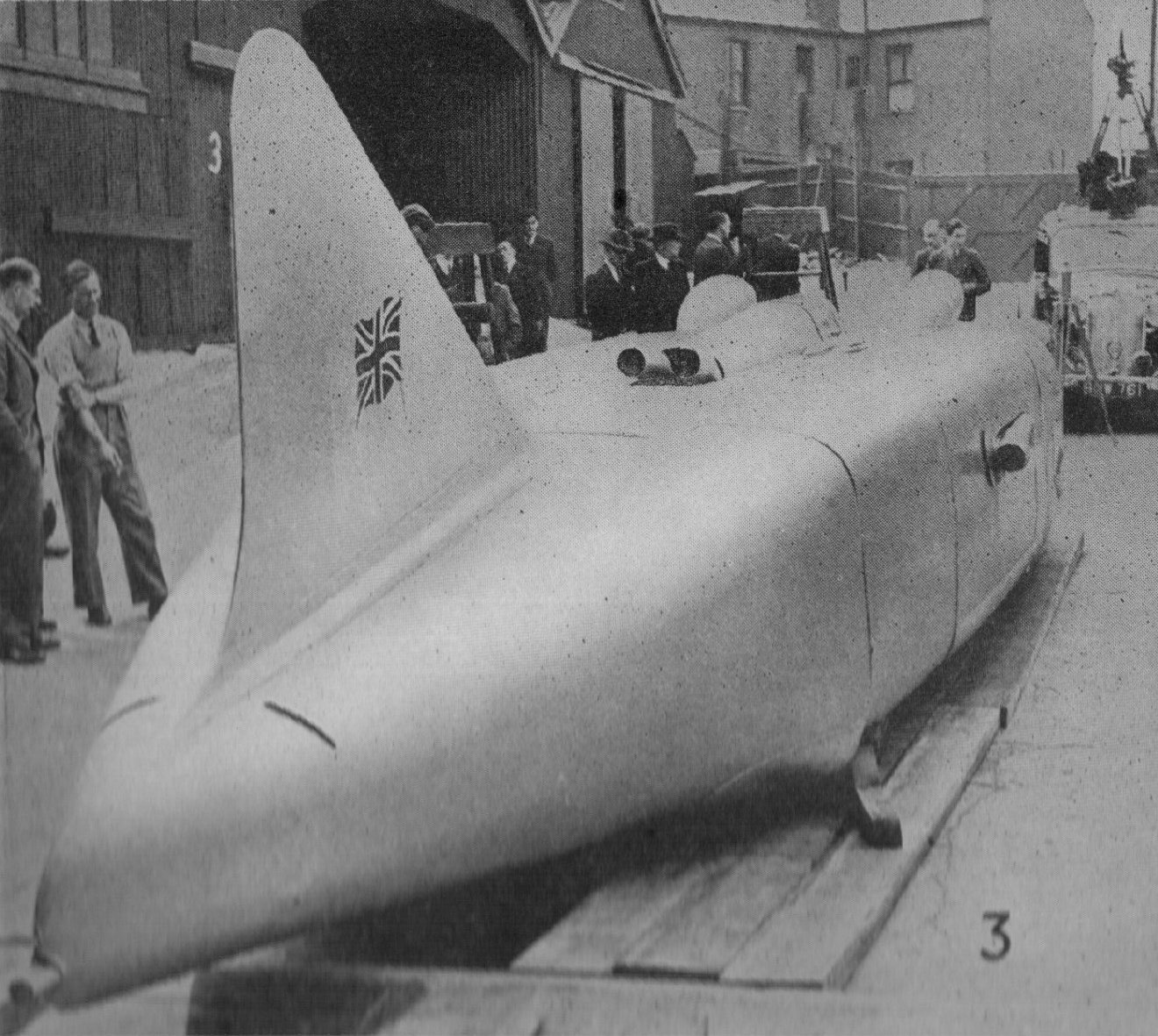
Рекордовий автомобіль Thunderbolt

Джордж Е́двард То́мас Е́йстон (англ. George Edward Thomas Eyston; 28 червня 1897, Бамптон, Оксфордшир — 11 червня 1979, Ламбет, Великий Лондон) — британський автогонщик, інженер і винахідник, автор трьох рекордів швидкості на автомобілі, кавалер Воєнного Хреста і ордену Британської імперії.

## Життєпис
Джордж Ейстон здобув освіту у Стонігерст-коледжі та Триніті-коледжі (Кембриджський університет). Його інженерну освіту в Кембриджі перервала Перша світова війна, коли його зачислили в Дорсертширський полк, а потім служив у Королівській польовій артилерії. Після війни він повернувся до Триніті-коледжу, де також був і капітаном Першого човнового клубу Триніті. Навчання завершив у 1921 році, здобувши звання інженера.
Перегонова кар'єра Ейстона розпочалася до Першої світової війни, коли він був ще школярем і їздив мотоциклами під вигаданим ім'ям. Після війни (на якій він був нагороджений Воєнним Хрестом) он вернув своє попереднє ім'я, перейшов до автомобільних перегонів і брав участь у європейських шосейних гонках, особливо у гонках, організованих фірмою Bugatti (успішною для Ейстона була гонка 1921 року) і Гран-прі Франції 1926 року.
Згодом він став широко відомим завдяки перегоновим автомобілям фірми MG Cars з нагнітачами, такими як Magic Midget та MG K3 Magnette. На автомобілі K3 Magnette він брав участь у гонці 1933 року на острові Мен, гонці 1934 року RAC Tourist Trophy у Північній Ірландії і Mille Miglia 1934 року.
Він встановив дизельний двигун від автобуса AEC на автомобіль, побудований на шасі автомобіля Chrysler, і використовував його, щоб встановити рекорди швидкості в Бруклендсі, сягнувши швидкості 100,75 милі/год у 1933 і 106 миль/год у 1936 році.
У 1935 році він на своїй гоночній машині «Speed of the Wind», призначеній для 24- і 48-годинних перегонів, був одним з перших британських гонщиків, що поїхали трасою Bonneville Speedway на однойменному соляному озері в штаті Юта.
Ейстон здобув визнання завдяки рекордам наземної швидкості, які він встановив на своєму автомобілі Thunderbolt. У період з 1937 по 1939 рік він встановив три нові рекорди наземної швидкості, перевершивши рекорд Малколма Кемпбелла, встановлений на автомобілі Campbell-Railton Blue Bird, але невдовзі Джон Кобб перевершив цей результат двічі.
Перший рекорд 312,00 миль/год (502,12 км/год) на Thunderbolt було встановлено 19 листопада 1937 року на Бонневільському солончаку. Через рік Thunderbolt повернувся з покращеною аеродинамікою та 27 серпня 1938 року підняв свій рекорд до 345,50 миль/год (556,03 км/год).
Суперництво між гонщиками було дружнім і у наступні роки Ейстон, як менеджер змагань під егідою компанії Castrol, допомагав Коббу у спробі встановити рекорд швидкості на воді на реактивному катеру Crusader. Він також брав участь у розробці свого автомобіля Thunderbolt на заводі компанії Bean Cars у Тіптоні (Стаффордшир, тепер Вест-Мідленд).
Як інженер і винахідник, він отримав низку патентів в галузі автомобілебудування, зокрема, наддуву.
Під час Другої світової війни Ейстон працював в різних організаціях, пов'язаних з промисловістю, та був регіональним контролером у Міністерстві виробництва.

## Нагороди
- Воєнний Хрест (18 липня 1917 року)[17];
- Трофей Сігрейва (1935)[18];
- Орден Почесного легіону (1938)[19];
- Орден Британської імперії (1948)[20].

## Публікації
- G.E.T. Eyston (1933). Flat Out. John Miles.
- G.E.T. Eyston; Barré Lyndon (1935). Motor Racing and Record Breaking.
- George Eyston; W.F. Bradley (1936). Speed on Salt. Batsford.
- George Eyston (1939). Fastest on Earth.